# Ján Ambruš
Ján Ambruš, také Ján Ambruž, (19. května 1899, Gorna Mitropolja – 20. ledna 1994, Chicago) byl slovenský a československý důstojník a vojenský pilot, v období mezi světovými válkami známý především jako letecký akrobat a sportovní letec a v době druhé světové války jako velitel 312. československé peruti Royal Air Force. Je jediným československým pilotem slovenské národnosti, který se zúčastnil bitvy o Británii.

## Život
V době první světové války začal studovat kadetku v Traiskirchenu, ale svá studia dokončil v srpnu 1919 již na Vojenské akademii v Hranicích, a poté byl zařazen k dělostřeleckému pluku č. 201 v Ružomberku. Zde postupně zastával funkce druhého pobočníka velitele pluku a zástupce velitele baterie. V roce 1924 byl přeložen k dělostřeleckému oddílu 262 ve Vranově nad Topľou. Dne 31. března 1925 se přihlásil do kurzu dělostřeleckých letounových pozorovatelů ve Vojenském leteckém učilišti v Chebu, po jehož absolvování byl přidělen k leteckému pluku č. 1 na letišti Praha-Kbely. Po povýšení do hodnosti nadporučíka absolvoval 15. července 1926 kurs pozorovatelů-letců a poté byl přidělen k leteckému pluku 3 v Nitře. Zde zastával funkci taktického pobočníka velitele peruti I/3, a později zástupce velitele 81. letky. Po krátkém působení v Praze na ministerstvu národní obrany a poté znovu u leteckého pluku 1 se přihlásil k pilotnímu výcviku, který prodělal mezi 1. červnem a 15. listopadem 1929, nejprve ve Vojenském leteckém učilišti v Prostějově, a kurs pilotů stíhacích letounů v jeho detašované části v Chebu. Byl povýšen na kapitána a přeložen k leteckému pluku 6 a do 31. března 1930 sloužil jako druhý pobočník jeho velitele. Poté opět krátce působil na ministerstvu národní obrany jako referent oddělení III/1. Od 30. září 1931 do 30. září 1934 pak velel 43. letce, vybavené stíhačkami Avia Ba-33. Během tohoto období byl povýšen do hodnosti štábního kapitána a v dubnu a květnu 1934 absolvoval stáž u letectva Polska.
V té době také začal veřejně vystupovat jako letecký akrobat a v roce 1933 jako vedoucí první akrobatické skupiny československého letectva. Vystupoval nejen v Československu ale zúčastnil se i mistrovství světa v letecké akrobacii ve Vincennes v roce 1934 kde dosáhl 8. místa, a v roce 1936 získal opět 8. místo během soutěže v letecké akrobacii konané v rámci doprovodného programu u příležitosti XI. olympijských her roku 1936 v Berlíně. Úspěchů dosáhl také v oblasti sportovních dálkových letů, počínaje 4. místem během IV. ročníku Challenge International de Tourisme v roce 1934 na stroji Aero A-200 a stejným umístěním v roce 1937 ve III. ročníku závodu mezi oázami v Egyptě v letounu Zlín Z-XII. Zalétal i následný typ Zlín Z-XIII (1937). V květnu 1938 získal spolu s Vojtěchem Matěnou (šéfpilotem firmy Ringhoffer-Tatra) non-stop přeletem z Prahy-Ruzyně do Chartúmu v délce 4320 km na letounu Tatra T-101 dálkový rekord v kategorii dvoumístných sportovních letadel který zůstal dlouho nepřekonán.
Již 30. září 1934 byl pro své pilotní kvality jmenován velitelem Pokusné letky VTLÚ, kde se podílel na zkouškách nových prototypů, a 1. července 1935 byl povýšen do hodnosti major letectva. Byl tak tehdy hodnostně nejvyšším československým letcem slovenské národnosti. V letech 1937 až 1938 současně navštěvoval kurs pro velitele vojskových těles a oddílů. Po rozbití Československa byl 16. března 1939 repatriován na Slovensko, kde byl povýšen do hodnosti podplukovníka a jmenován přednostou leteckého oddělení MNO a pověřen velením vznikajících Slovenských vzdušných zbraní. Jelikož se ale dostával do konfliktů s ministry obrany Čatlošem a vnitra Tukou, již k 1. srpnu na vlastní žádost odešel do výslužby.
Po vypuknutí druhé světové války již 3. září 1939 uprchl za pomoci jugoslávského konzula z Bratislavy, a přes Jugoslávii se dostal do Francie, kde se připojil k československému odboji. Nejprve působil u III. (leteckého) odboru Československé vojenské správy v Paříži a od dubna 1940 na základně Armée de l'air v Chartres, kde probíhal výcvik československých stíhačů na francouzských strojích. Po zahájení německého útoku na západní frontě se podílel na vzdušné obraně této základny jako příslušník lokální Escadrille légere de défense Chartres, čímž se stal jediným československým pilotem slovenské národnosti podílejícím se na bitvě o Francii. Pilotoval zde typy Bloch MB.151 a Morane-Saulnier MS.406.
Po skončení bojů ve Francii se spolu s dalšími československými letci přepravil z Bordeaux do Falmouthu v Cornwallu na palubě lodi Arry Scheffer.
Ve Spojeném království se 12. července 1940 stal příslušníkem československé 310. peruti v Duxfordu, ta ale měla zpočátku přebytek letců, a proto byl major Ambruš postaven do čela její zálohy, která se po přecvičení svých příslušníků na britské stíhací letouny Hawker Hurricane u 6. OTU (Operational Training Unit) v Sutton Bridge stala základem 312. peruti, druhého československého útvaru vzniklého v rámci Royal Air Force. Prvním československým velitelem této peruti byl Ján Ambruš, v hodnosti Squadron Leader, jmenován 9. září 1940. Peruť se poté přesunula na základnu Speke, odkud se měla podílet na obraně Liverpoolu. Dne 11. října 1940 se v jeho blízkosti s dalšími piloty podílel na sestřelu německého stroje Dornier Do 17Z-3. Z funkce velitele útvaru však byl odvolán již 12. prosince 1940. Kromě jeho věku, 41 let, který značně převyšoval průměrný věk tehdejších stíhacích pilotů k tomu pravděpodobně vedly i konflikty s jeho podřízenými, a jeho dosavadní pověst poškodily i incidenty z 13. října 1940 kdy skupina letounů pod jeho velením po omylu v identifikaci sestřelila Bristol Blenheim 29. peruti Royal Air Force, jehož osádka zahynula, a další poškodila, a 15. října 1940 ztráta všech tří letounů jím vedeného roje, který zbloudil během hlídkového letu. V čele peruti jej vystřídal štábní kapitán Evžen Čížek. Po povýšení do hodnosti podplukovníka 7. března 1941 byl Ambruš v červnu 1941 vyslán do Kanady jako příslušník Československé vojenské mise, kde se měl podílet na náboru československých občanů, nebo jejich potomků, do ozbrojených sil v exilu, zejména leteckých. Po zrušení mise se v roce 1943 stal československým vojenským a leteckým atašé pro Kanadu, a 7. března 1945 byl povýšen do hodnosti plukovníka.
Po návratu do Československa byl povýšen do hodnosti brigádní generál, a jmenován velitelem letectva 4. vojenské oblasti se stanovištěm velitelství v Bratislavě. Ve volbách v roce 1946 byl také zvolen poslancem Ústavodárného národního shromáždění za Demokratickou stranu. Po únorovém převratu v roce 1948 Ústřední akční výbor Národní fronty již 29. února doporučil jeho propuštění z armády. Ještě než mu bylo formální rozhodnutí o něm doručeno, uprchl 21. března 1948 z Bratislavy opět do exilu. V nepřítomnosti byl 24. listopadu degradován na vojína.
V zahraničí se zdržoval nejprve opět ve Velké Británii, a později přesídlil do Chicaga ve Spojených státech, kde se živil jako konstruktér.
Zpočátku se zapojil do protikomunistického odboje jako zakládající příslušník Rady svobodného Československa, kterou ale v září 1953 opustil po seznámení se s detaily přehmatů jichž se dopustili představitelé nekomunistických stran v době únorové krize.
Poté, co v roce 1985 odešel do penze, žil chicagském v domově pro seniory Bohemian Home for the Aged. Po listopadu 1989 mu byla v Československu v rámci rehabilitace navrácena hodnost brigádního generála, dne 10. prosince 1991 byl povýšen do hodnosti generálplukovníka, a v roce 1992 byl vyznamenán Řádem Milana Rastislava Štefánika III. třídy. Zemřel 21. ledna 1994 v Chicagu a jeho ostatky byly přeneseny na bratislavský hřbitov Slávičie údolie.

## Pamětní místa a jiné památky
Jeho památku připomíná Ambrušova ulica v Bratislavě-Trnávce. Je po něm pojmenováno také Vrtuľníkové krídlo generálplukovníka Jána Ambruša Vzdušných sil SR, sídlící na základně Prešov.

## Vyznamenání
- Řád rumunské koruny, V. třída, 1937 (Rumunsko)
- Československá vojenská medaile za zásluhy, I. stupeň, udělena 6. 7. 1944
- Československý válečný kříž 1939, 1944
- Československá medaile Za chrabrost před nepřítelem, 1944
- Pamětní medaile československé armády v zahraničí, se štítky „Francie“ a „Velká Británie“, 1944
- Řád britského impéria, důstojník (Officer), udělen 24. 1. 1945, (Spojené království)
- Řád Milana Rastislava Štefánika, III. třída, udělen 8. 5. 1992
- Medaile Za obranu[10] (Spojené království)
- Válečná medaile 1939-1945[11] (Spojené království)
- Hvězda 1939–1945[12], se sponou „Bitva o Británii“ (Spojené království)

## Galerie

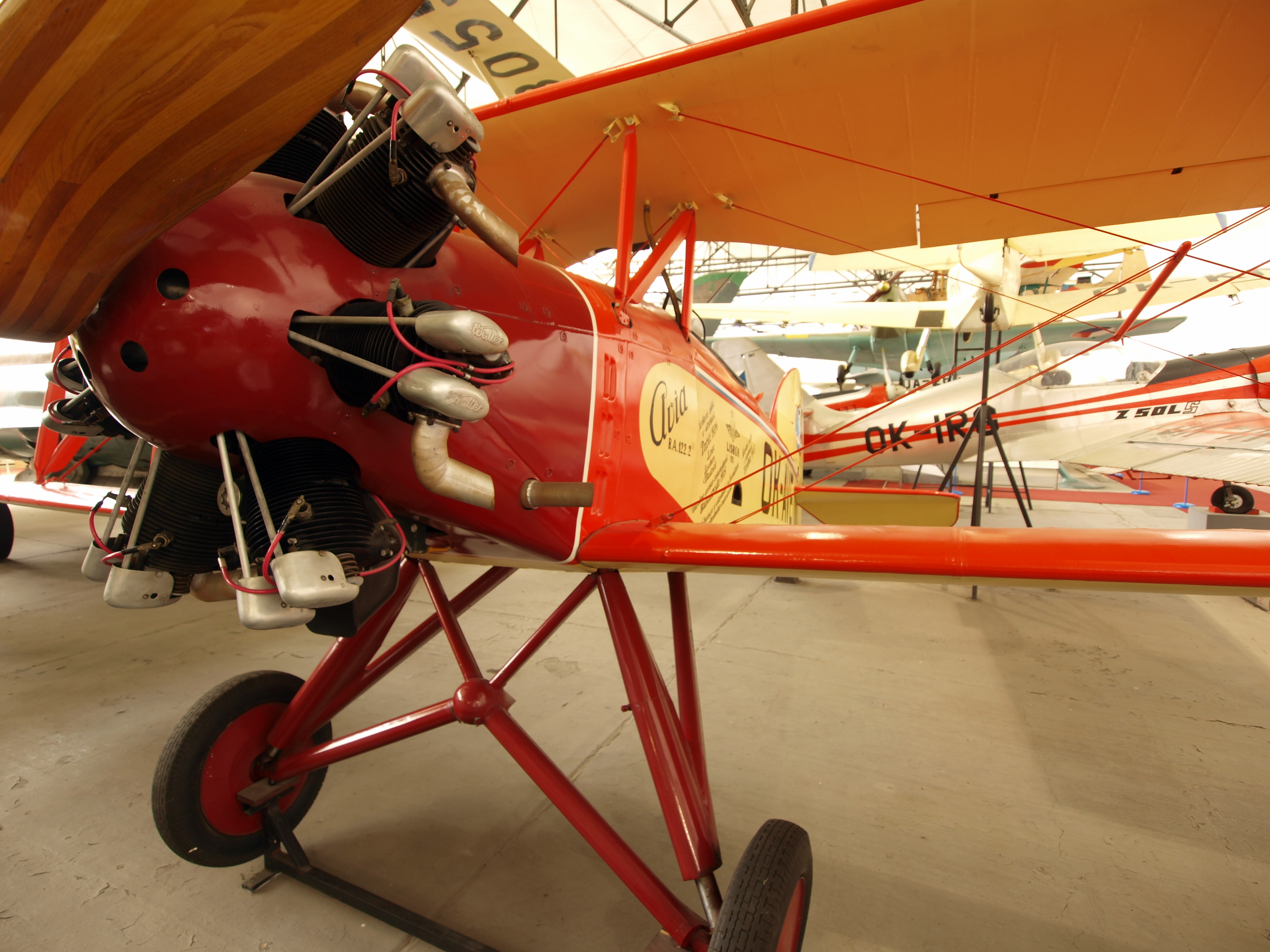
Replika Avia Ba-122 (OK-AVE)
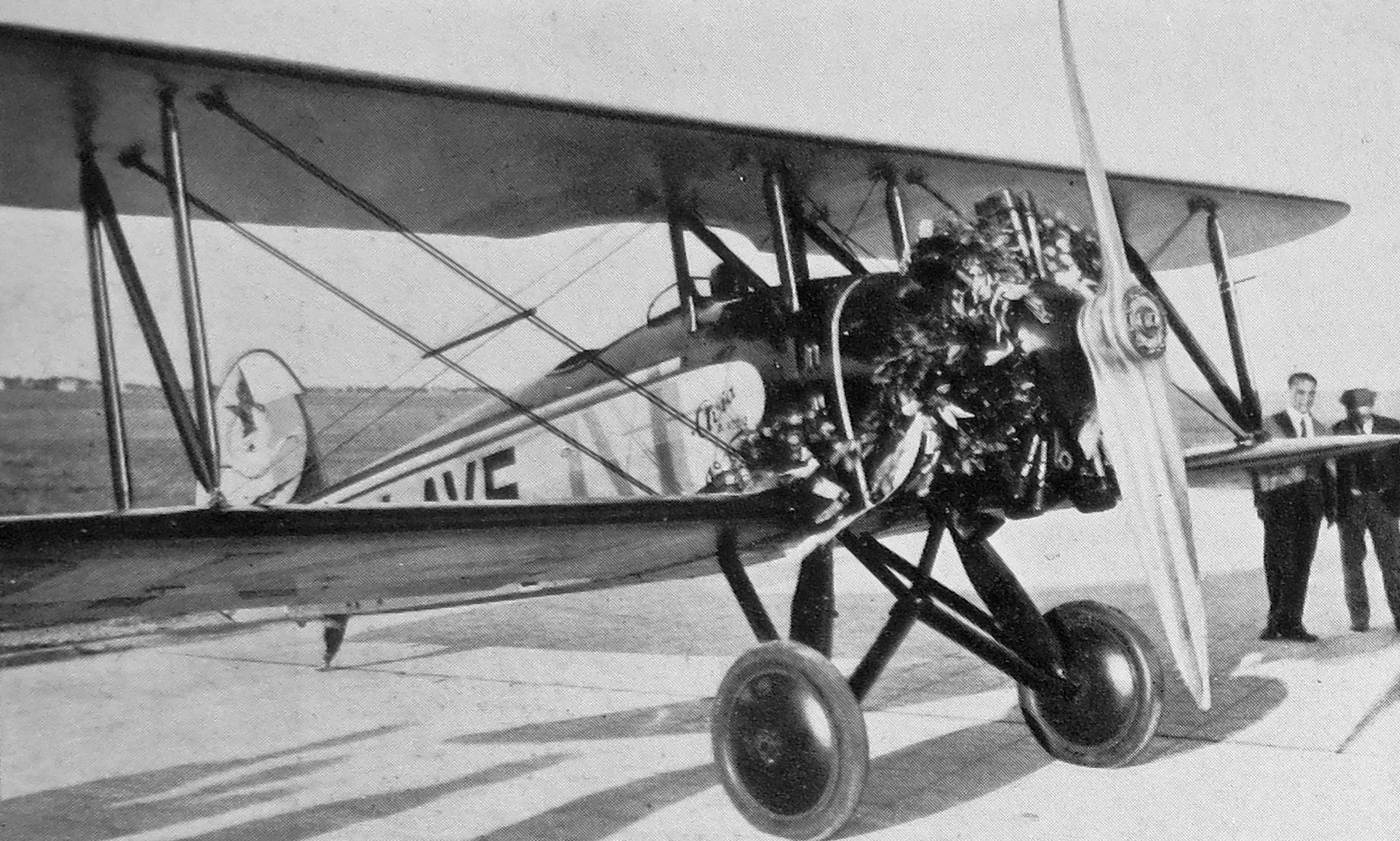
Avia Ba-122 (OK-AVE) s motory Walter Castor II
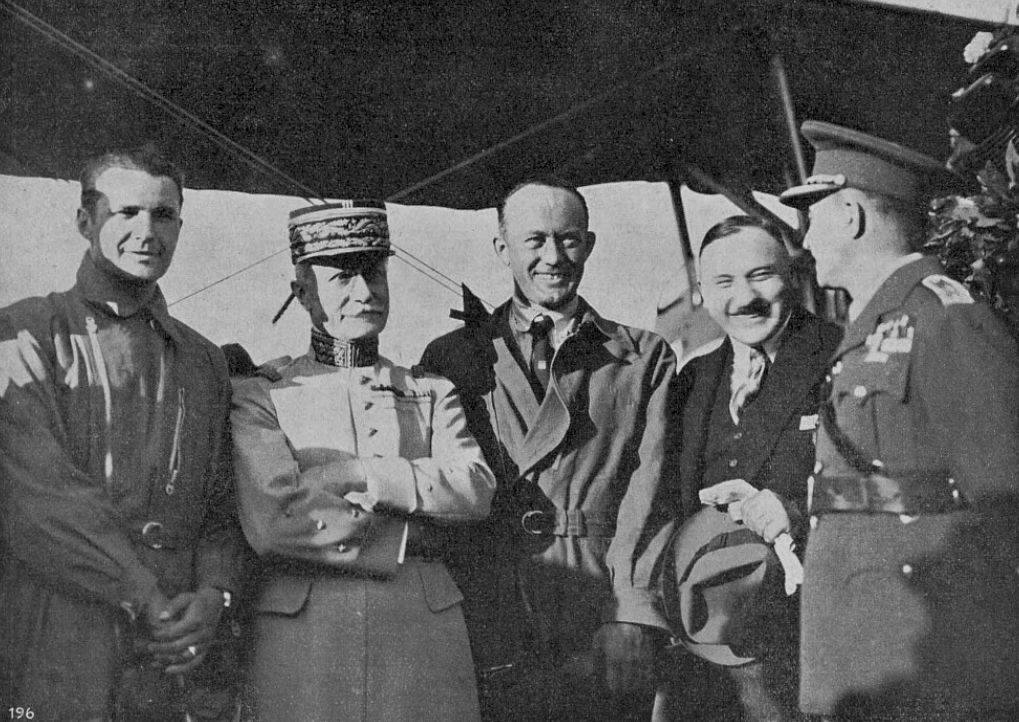
Ján Ambruš po návratu z MS v akrobacii 1934 (první zleva)
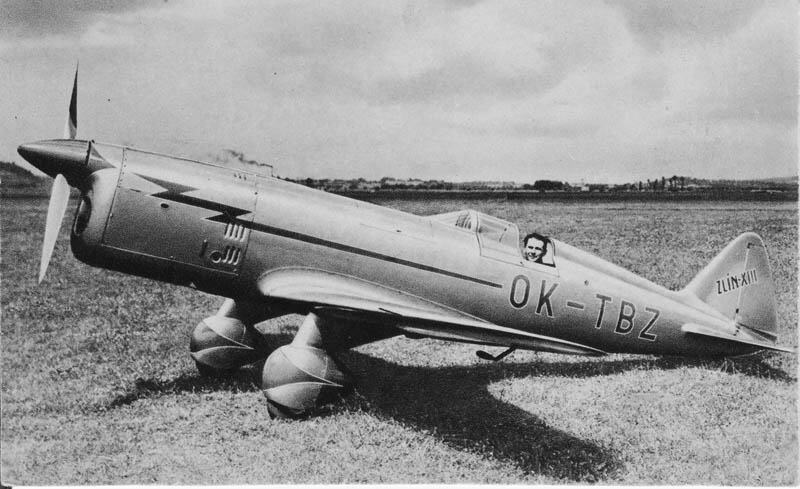
Zlín Z-XIII a Ján Ambruš (1937)